# Wohneigentumsquote
Die Wohneigentumsquote ist das Verhältnis der von Eigentümern selbst bewohnten Wohnungen zu der Gesamtzahl aller Wohnungen.

## Allgemeines
Die Wohneigentumsquote soll als volkswirtschaftliche Kennzahl den Anteil der Eigentümer von Wohnraum messen, so dass der restliche Anteil auf Mietwohnungen entfällt. Maßgebend für die Entstehung von Wohneigentum sind ökonomische und demographische Einflüsse wie z. B. Einkommen, Immobilienpreise und Mieten, die Größe des Privathaushalts oder die Bevölkerungsdichte.

## Beeinflussende Faktoren
Ferner wird die Wohneigentumsquote von einer ganzen Reihe außerökonomischer Größen bestimmt, z. B. der Wohnlage, historischen Ereignissen und Erfahrungen, die den nationalspezifischen Umgang mit Immobilien beeinflussen wie einer Währungsreform sowie kulturellen Faktoren wie Werten, Lebensstilen und Präferenzen. Die Schaffung von Wohneigentum kann mit gezielten wohnungspolitischen Fördermaßnahmen auch ein Instrument der Sozialpolitik sein.
Durch den Wertverfall von Kapitalvermögen infolge der Weltwirtschaftskrise ab 2007 sowie den Rückgang der Geburtenrate bei gleichzeitig steigender Lebenserwartung (Überalterung der Gesellschaft) mit den dadurch bedingten Finanzierungsproblemen der gesetzlichen Alterssicherung tritt Immobilienvermögen als Mittel der Altersvorsorge in den Industrienationen zunehmend in den Vordergrund (sog. Betongold).
Zugleich ist das Bauen in Deutschland, Österreich und der Schweiz wegen der dort verbreiteten Massivbauweise im internationalen Vergleich überdurchschnittlich teuer.

## Deutschland
Der soziale Wohnungsbau begann nach dem Ersten Weltkrieg in der Weimarer Republik und gewann nach den Zerstörungen des Zweiten Weltkriegs noch an Bedeutung.
Neben einem Stadt-Land-Gefälle bei der Wohneigentumsquote sind gegenwärtig auch deutliche Unterschiede zwischen den einzelnen Bundesländern festzustellen. In Berlin ist die Quote mit rund 15 % am geringsten. Die Wohneigentumsquote hängt zudem stark vom Haushaltseinkommen ab.
Die Wohneigentumsquote ist in Deutschland verglichen mit den anderen europäischen Ländern und den USA relativ gering, in den Jahren 1993 bis 2018 aber von 38,8 % auf 46,5 % gestiegen. Die absolute Zahl der Wohneigentümer hat sich dabei jedoch nicht wesentlich erhöht, die Zunahme wird vor allem mit einem Kohorteneffekt erklärt. Danach sind in den betreffenden Jahren vor allem ältere Mietergenerationen weggefallen.
Die niedrige Quote hat eine ganze Reihe von Ursachen. So erschweren Eigenkapital-Anforderungen der Banken den Erwerb von Wohneigentum. Die Wohnungspolitik schafft Anreize für das Mieten. Beim Erwerb einer vermieteten Wohnung kann der Vermieter Schuldzinsen von der Einkommensteuer absetzen, was aber beim Erwerb von selbst genutztem Wohneigentum nicht möglich ist. Die Erbschaft- und Schenkungsteuer gewährt durch § 13d Erbschaftsteuergesetz auf zu Wohnzwecken vermieteten Wohnraum einen Bewertungsabschlag von 10 %. Auch das deutsche Mietrecht trägt dazu bei, dass der Erwerb von Wohneigentum zum Zwecke der Vermietung professionellen und privaten Investoren seit Jahrzehnten attraktiv erscheint.

### Nach Bundesländern
Nach Bundesländern ergibt sich folgende Aufstellung:
| Bundesland             | 2018 in % | 2014 in % |
| ---------------------- | --------- | --------- |
| Berlin                 | 17,4      | 14,2      |
| Hamburg                | 23,9      | 22,6      |
| Sachsen                | 34,6      | 34,1      |
| Bremen                 | 37,8      | 38,8      |
| Mecklenburg-Vorpommern | 41,1      | 38,9      |
| Nordrhein-Westfalen    | 43,7      | 42,8      |
| Sachsen-Anhalt         | 45,1      | 42,4      |
| Thüringen              | 45,3      | 43,8      |
| Deutschland            | 46,5      | 45,5      |
| Hessen                 | 47,5      | 46,7      |
| Brandenburg            | 47,8      | 46,4      |
| Bayern                 | 51,4      | 50,6      |
| Baden-Württemberg      | 52,6      | 51,3      |
| Schleswig-Holstein     | 53,3      | 51,5      |
| Niedersachsen          | 54,2      | 54,7      |
| Rheinland-Pfalz        | 58,0      | 57,6      |
| Saarland               | 64,7      | 62,6      |
| Europa                 | 69,3      | 70,0      |

Während die Stadtstaaten die niedrigsten Quoten aufweisen, sind in den Flächenstaaten höhere Eigentumsquoten zu verzeichnen. Damit lag Deutschland im europäischen Vergleich 2016 vor der Schweiz (42,5 %) am Ende der Skala.

### Im Zeitvergleich
| Jahr                            | 1998   | 2002   | 2006   | 2010   | 2014   | 2018   |
| Quote                           | 40,9 % | 42,6 % | 41,6 % | 45,7 % | 45,5 % | 46,5 % |
| Quelle: Statistisches Bundesamt |        |        |        |        |        |        |

## Österreich
Mit dem Gemeindebau entstand in Österreich seit den 1920er Jahren der soziale Wohnungsbau. Im Jahr 2021 lag die Wohneigentumsquote mit 54 % deutlich über derjenigen in Deutschland (49 %), jedoch drei Prozentpunkte niedriger als 2014.

## Schweiz
Im Jahr 2021 betrug die Wohneigentumsquote in der Schweiz 42,2 %. 2014 waren es noch lediglich 37,4 % gewesen. Die steigende Tendenz war vor allem auf die Zunahme bei Stockwerkeigentum zurückzuführen. Je städtischer ein Gebiet ist, desto tiefer ist die Quote. Am tiefsten ist sie im Kanton Basel-Stadt mit 16,0 Prozent, die höchsten Quoten haben Wallis (57,2 Prozent), das viele Baulandreserven hat, und Kanton Appenzell Innerrhoden (57,0 Prozent).
In der Schweiz ist der Anteil an Mietwohnungen bei 1- bis 4-Zimmer-Wohnungen höher, während bei 5-Zimmer- und größeren Wohnungen der Eigentumsanteil höher ist. Eigentumsquote nach Zimmeranzahl:
|                         | 1-Zimmer | 2-Zimmer | 3-Zimmer | 4-Zimmer | 5-Zimmer | 6-Zimmer und größer |
| ----------------------- | -------- | -------- | -------- | -------- | -------- | ------------------- |
| Wohneigentumsquote 2014 | 9,0 %    | 13,4 %   | 24,8 %   | 45,6 %   | 74,4 %   | 89,4 %              |

## Weitere Europäische Union
Die durchschnittliche Wohneigentumsquote in der Europäischen Union (EU) liegt seit Jahren stabil um die 70 %.
In postrealsozialistischen Staaten liegt die Quote innerhalb der EU am höchsten. So waren 2021 die Länder mit dem höchsten Eigentümeranteil Rumänien (95 %), Ungarn (92 %), Kroatien (91 %), Litauen (89 %) und Polen (87 %). Die hohe Eigentumsquote in diesen Staaten wird mit der dortigen Privatisierung nach dem Ende des Realsozialismus erklärt. In Westeuropa liegen die Mittelmeerländer an der Spitze (Malta 82 %, Portugal 78 %, Spanien 76 %, Italien 74 %, Griechenland 73 %). In den Beneluxländern liegt die Quote bei 70 bis 71 %, in Frankreich bei etwa 65 %; in den skandinavischen EU-Ländern rangierte sie 2021 von 70 % in Finnland über 65 % in Schweden bis 59 % in Dänemark. Österreich (54 %) und Deutschland (49 %) sind in der EU die Länder mit der geringsten Eigentumsquote.